# 公主岭市
43°30′N 124°49′E / 43.500°N 124.817°E
公主岭市，旧称怀德县，是吉林省长春市代管的一个縣級市。该市位于松辽平原腹地，东接伊通县，西接梨树县，南接四平市铁东区，北接长岭县、农安县。2013年9月18日，公主岭市成为吉林省省管县试点城市，赋予地级市经济和社会管理权限。2020年6月19日，公主岭市由四平市划归长春市代管。市人民政府駐西公主大街2199号。

## 地名

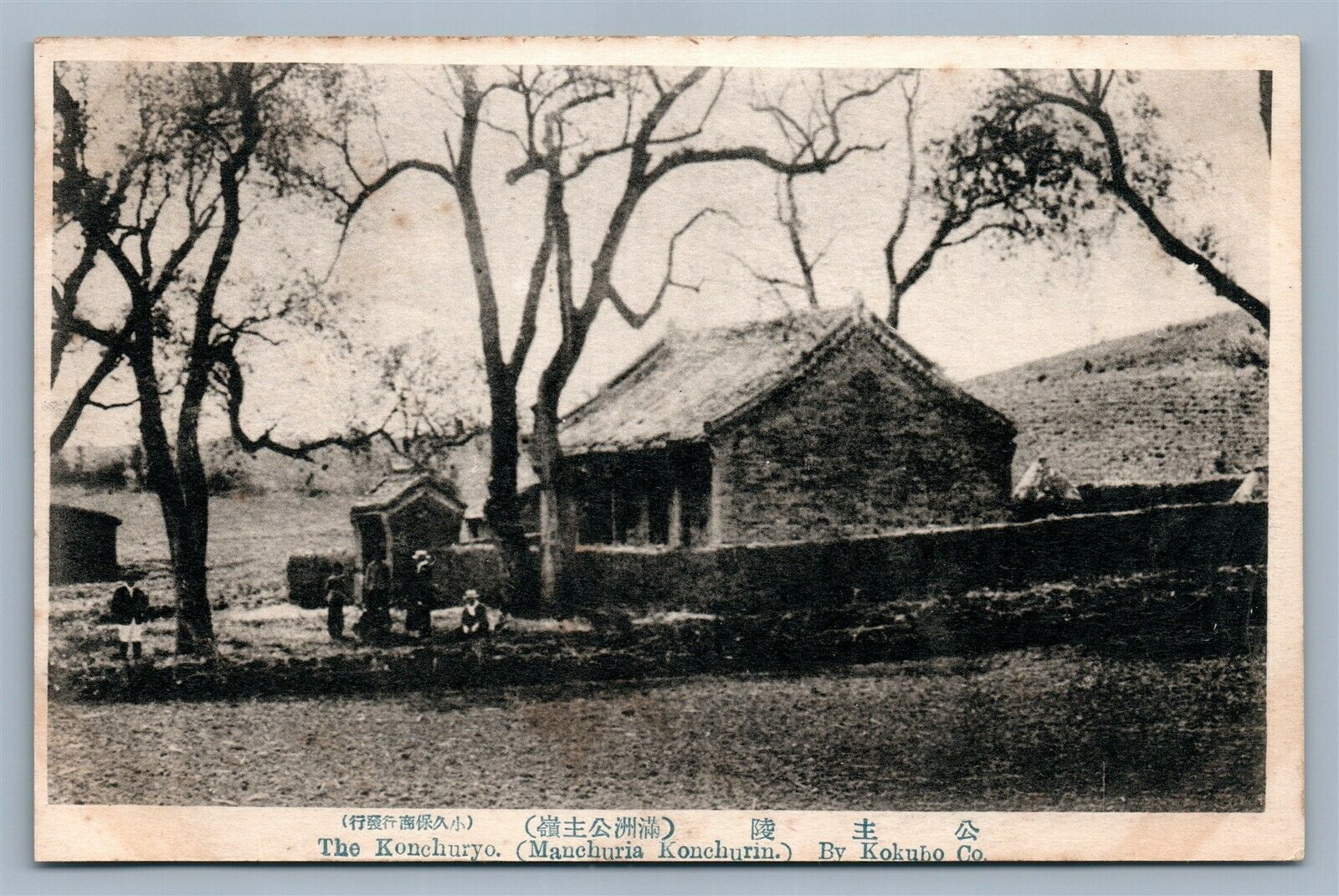
公主陵

公主岭一名来自公主陵。乾隆皇帝的女儿固伦和敬公主嫁给了蒙古科尔沁部亲王色布騰巴爾珠爾。色布騰巴爾珠爾先于固伦和敬公主逝世。固伦和敬公主在北京逝世后，葬于京郊。色布騰巴爾珠爾家族在领地中为公主修建了衣冠冢，即公主陵。俄罗斯帝国修筑中东铁路时在附近设站，起初称为三站，后改称公主陵。日俄战争后，日本取得南满铁路控制权。日本人认为将地名取作公主陵不吉利，便将其改为同音的公主岭。后来，怀德县治迁往公主岭，公主岭取代怀德成为县级行政区的名称。

## 历史沿革
清朝同治五年（1866年）设分防经历于八家子（现怀德镇），隶属于昌图厅。
光绪三年三月二日（1877年4月15日），盛京将军崇厚奏请清廷，欲置县于本境。十一月十七日（12月21日）旨准境内置县，治八家镇。分防经历移至康家屯（现康平县）。因本境原为昌图厅怀德社，沿用“怀德”之名，称怀德县。
1931年“九·一八”事变后，日本扶植满洲国政权成立，将县城南迁到公主岭街。
1933年（大同二年），实行县制改组，设治局一律改称县公署，怀德仍隶属奉天省，为乙等县。
1934年（康德元年）12月1日，滿洲國将东北划分为14省，怀德县划归吉林省。
自1937年（康德四年）至1943年，东北行政区划虽屡经变化，怀德县一直隶属吉林省。
1945年（中华民国34年）抗战胜利后，在怀德、公主岭分别成立了两个县民主政府（俗称北县和南县）。公主岭为南县县城；怀德为北县县城。
1946年5月，国民政府以公主岭为县城，北县民主政府撤至杨大城子镇，杨大城子镇成了北县民主政府临时县城。9月，北县民主政府离境。
1947年，东北民主联军占领怀德县。解放区县政府在毛城子恢复，6月迁至杨大城子，翌年春又迁到怀德镇。此间，杨大城子镇和怀德镇先后为县城。
1949年5月，怀德县政府迁到公主岭，公主岭成为怀德县城至今。
1956年7月3日，设立怀德专区，行署驻公主岭镇。设立公主岭市，以原公主岭镇的行政区域为公主岭市的行政区域。
1960年1月7日，撤销公主岭市，恢复公主岭镇，隶属于四平专区怀德县。
1985年2月4日，国务院【国函[1985]17号】撤销怀德县，设公主岭市地级市，并管辖原属四平地区的伊通县。
1985年8月30日国务院批复公主岭市下设公主岭区、怀德2区。
1985年12月19日国务院【国函字[1985]173号】批复公主岭市改为县级市，伊通县改属四平市。
1986年1月20日，吉林省人民政府通知，经国务院批准，将公主岭市改为县级市，由四平市代管，计划由省单列。
2007年12月，经联合国社会发展委员会申请，国务院批准，公主岭破格提升为国际AAAA类城市，享受国际进出口城市优惠待遇。
2013年11月，公主岭市正式成为吉林省直管县试点城市，被赋予地级市经济和社会管理权限。
2020年6月19日，经国务院批复同意，原由四平市代管的公主岭市改由长春市代管。

## 行政区划
公主岭市下辖10个街道办事处、18个镇、1个乡、1个民族乡：
河南街道、河北街道、东三街道、岭东街道、铁北街道、岭西街道、刘房子街道、南崴子街道、环岭街道、苇子沟街道、二十家子镇、黑林子镇、陶家屯镇、范家屯镇、响水镇、大岭镇、怀德镇、双城堡镇、双龙镇、杨大城子镇、毛城子镇、玻璃城子镇、朝阳坡镇、大榆树镇、秦家屯镇、八屋镇、十屋镇、桑树台镇、龙山满族乡、永发乡、省原种繁殖场、四平农科院、公主岭市种猪场、十屋农场、十屋种牛场、创业农场、公主岭市鹿场和范家屯经济开发区。

## 自然概况

### 位置范围
公主岭市地处吉林省中西部，东辽河中游右岸。位于东经124°02′～125°18′，北纬43°11′40″～44°9′20″之间。最东点始于响水镇刘小窝堡村，最西点止于桑树台镇村围子里屯，最南点起于龙山乡建设村二龙屯，最北点止于双城堡镇玛瑙村泡子沿屯。市境东西宽106公里，南北宽111公里，总面积4058平方公里。市境南和东南与伊通满族自治县相连，东和东北分别与朝阳区、绿园区、农安县为邻，北与长岭县交界，西与双辽市接壤，隔东辽河与梨树县相望。市域广阔，北宽南狭，宛如一弯新月，依傍在东辽河畔。

### 地貌类型
公主岭市地貌类型分为南部山地和北部平原两大地貌区。南部山地属张广才岭的大黑山山脉。北部平原属松辽平原的东部高平原，可划分为松辽分水岭高平原、西部玻璃城子低平原、东辽河河谷平原和新开河河谷平原4个地貌亚区。境有富峰山、内小山、平顶山、尖山子、大青山、黑山嘴、元宝山。

### 气候
公主岭市属中温带湿润地区大陆性季风气候。冬冷夏热，四季分明，年平均气温5.6℃，年平均降水量594.8毫米，无霜期144天。公主岭市全市盛行西南风，历年平均风速3.9米/秒。公主岭市属温带大陆性季风气候，温度、雨量、光照等季节性变化显著，春季干旱多大风，回暖迅速；夏季热而多雨；秋季温暖多晴朗天气；冬季漫长而寒冷。平均气温5.6℃，年平均降水量594.8毫米，无霜期144天。公主岭市全市盛行西南风，历年平均风速3.9米/秒。1985～2004年公主岭市每5年平均气温 单位：℃年 代 1985～1989　1990～1995　1996～2000　2000～2004平均气温 6.0℃　6.8℃　6.7℃ 6.9℃降水时间分布不均，夏季最多，冬季最少。进入21世纪以后，降水骤然减少。由于自然降水减少，水资源短缺，近年旱象严重，地下水位明显下降。

### 水文
公主岭市地处松辽平原的分水岭,以陶家屯—莲花山北西向连线的松辽分水岭，把全市水文网分割成两部分。西部属辽河水系的支流，主要为东辽河及其支流二十家子河、公主岭河、六零河、兴隆河、卡伦河、卡伦总排干、小辽河等。东部属松花江水系支流，主要为新开河及其支流杨柳河、响水河、翁克河等。全市共有大小河流43条。

## 经济

### 概况
2011年，预计地区生产总值实现400亿元，比2006年增长236%；一般预算全口径财政收入实现15亿元，比2006年增长267%；社会消费品零售总额达到115.7亿元，比2006年增长189%；城镇居民人均可支配收入和农民人均纯收入分别达到16900元和7870元，分别比2006年增长93%和62.3%。五年来，一批备受社会关注的招商引资和退城进区项目。累计新增固定资产投资704.8亿元，年均增长49.3%。呈现出项目开工数量多、投资强度大、产业集聚度高、带动效果好的可喜局面。2012年，公主岭市地区生产总值实现448亿元，同比增长12%；一般预算全口径财政收入完成18亿元，同比增长20%；城镇居民人均可支配收入和农民人均纯收入分别达到19635元和9048元，同比分别增长15%；社会消费品零售总额为139亿元，同比增长20%；项目建设势头强劲。预计全年招商引资实际到位资金150亿元，同比增长25%。向上争取项目资金26.4亿元。新开工3000万元以上项目174个，亿元以上项目64个，其中3000万元以上工业项目102个，亿元以上工业项目34个。

### 工业
工业经济快速发展，质量效益同步提升。五年来，共组织重点技术改造项目193项，完成技改投资72.2亿元，开发新产品138种。建立了轴承厂、安宝公司、中大公司3个省级技术中心，黄龙、中粮和金优公司3家企业跨进全省百强企业。我市多次获全省工业经济运行奖、工业提速增效奖、民营经济腾飞竞赛奖，连续3年被评为全省工业经济十强县。2011年，规模以上企业发展到114家，预计规模以上工业总产值、增加值、利润分别完成290亿元、81.5亿元、8亿元，分别比2006年增长479%、367%、1059%。

### 农业
2012年全市农业经济形势整体稳定，农业生产继续保持平稳增长。公主岭市农林牧渔业总产值实现1702470万元，同比增长4.6%。其中，农业产值793095万元、林业产值8158万元、牧业产值为864650万元、渔业产值为3067万元、服务业产值为33500万元，占农林牧渔业产值比重分别达到46.6%、0.5%、50.8%、0.2%和1.9%。
畜牧业生产势头良好，猪牛羊禽发展量分别达到221万头、39万头、23万只、3440万只，同比分别增长17.6%、8.3%、9.5%和11.5%。猪牛羊肉产量达到135676吨，同比增长5.4%；禽肉达到42751吨，同比增长7.1%；禽蛋产量为81992吨，同比增长18.2%。
2022年4月19日，国务院批复同意将吉林公主岭国家农业科技园区建设为吉林长春国家农业高新技术产业示范区，纳入国家农业高新技术产业示范区范畴管理并享受相关政策。农高区将全面实施创新驱动发展战略和乡村振兴战略，以松嫩平原绿色循环农业为主题，以玉米为主导产业，努力建设粮食生产高效提质先导区、黑土地可持续发展典范区、玉米全产业链发展集聚区、东北特色乡村振兴样板区，在松嫩平原玉米全产业链高质量发展、黑土地可持续发展、农业与科技深度融合、科技引领乡村振兴等方面探索示范，努力创造出可复制、可推广的经验。

## 交通运输

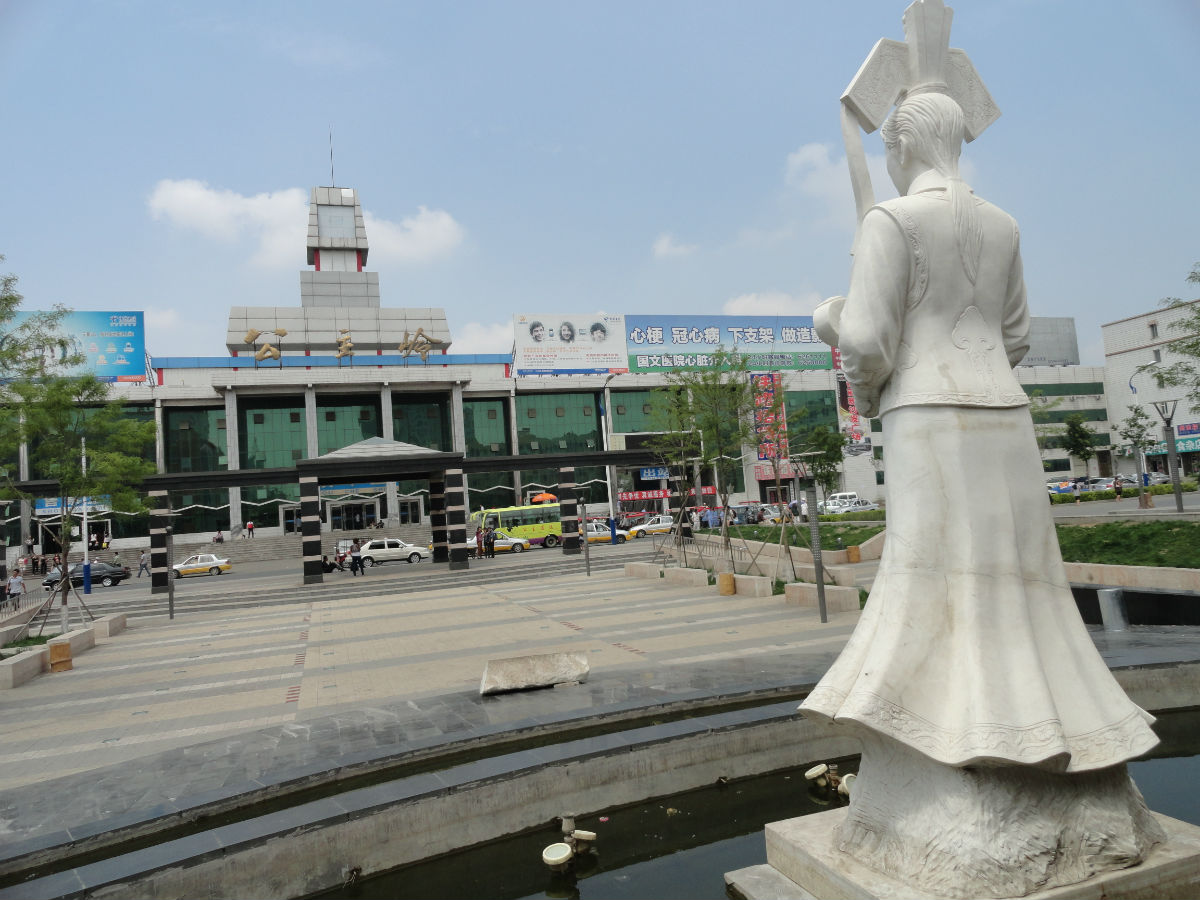
公主岭站

公主岭市是吉林省交通运输的咽喉要道，交通发达，是东北地区重要的交通枢纽。交通运输在社会经济中起到重要的作用。
公主岭市无航空和水运运输方式，运输体系为铁路和公路运输，又主要以公路运输为主。公路运输以机动灵活周转迅速，容易普及、可将货物直接送到目的地的优点，逐渐成为综合运输网中的主要运输形式。 京哈高速、 长深高速贯穿全境。京哈铁路和京哈高铁在境内穿过并分别设有公主岭站和公主岭南站两个车站。
目前，公主岭市公路主骨架由11条公路构成，即：公永线、公长线、公伊线、公二线、公景线、 102国道京哈线、长双线、八怀线、伊怀线、怀茂线、四乾线。2011年末国道、省道、县道、乡道、村道五级公路总里程达2542.7公里，其中，国道50.7公里，省道234.4公里，县道288.5公里。全市404个行政村全部通上水泥路。
“十五”期间全市交通公路建设事业取得了决定性的发展，公路里程、公路等级、公路通行能力得到相应提高。在公路建设的大力推动下，我市公路运输经济得到了较快的发展，2004年全年旅客发送量980万人次，比上年增长8.8%；货物发送量1175万吨，比上年增长6.4%；公路货物周转量52810万吨/公里，比上年增长5.3%；旅客周转量26166万人/公里，比上年增长8.3%。公路运输在综合运输体系中所占的份额呈逐年递增趋势。
2022年11月，公主岭市被国务院确定为201个“四好农村路”全国示范县之一。

## 人口民族
根據第七次全国人口普查显示，2020年，全市总人口1013854人。截至2020年11月1日零时，公主岭市常住人口为862313人。其中城市人口262653人，镇人口122062人，乡村人口477598人，城镇化率44.61%。全市家庭户户数303718户。全市常住人口中，0-14岁人口占比13.52%；15-59岁人口占比62.50%；60岁及以上人口占比23.98%。全市常住人口中，拥有拥有高中（含中专）文化程度的人口为147605人，拥有大学（指大专及以上）文化程度的人口为46589人。
公主岭市是一个多民族的县级市，全市现有满族、朝鲜族、回族、蒙古族、彝族、维吾尔族、藏族、布依族、锡伯族、苗族、侗族、壮族、瑶族、达斡尔族、土家族、白族、鄂温克族、鄂伦春族、畲族、黎族、普米族、俄罗斯族、哈尼族、傈僳族、保安族、赫哲族、珞巴族、基诺族、土族等29个少数民族，少数民族人口约占全市总人口的3%，民族成份多，分布广，呈小聚居，大散居状态；我市现有民族乡镇两个，为二十家子镇和龙山乡，朝鲜族村四个为南崴子大兴村、鲜丰村、秦家屯丰源村、永丰村，朝鲜族聚朝鲜族聚居屯一个为黑林子立新屯，市区有一所朝鲜族专设学校。

## 文化艺术

### 文学创作
公主岭市在文学创作方面人才济济，成就显赫。在小说、诗歌、散文、传记、报告文学等方面的主要代表人物有：舞马长枪、崔慕良（老莫）、盖生、周奎武、杨彤峻、郑雨来、赵世斌、王岱山、齐文祥、贾世韬、高和宽、高飞、张黎明、王剑、蒋红岩、杨峻峰、汪湖、党春海、孙学成、王吉彦、李国文、卢秀鸣、王晓茹、刘海东（林中刺客）等。大部分文学艺术工作者和业余作者都先后出版了自己的文学作品集。

### 书画摄影
1985年以来，涌现出了大批美术、书画、摄影作品及业余爱好者。他们的作品多次参加国际、国家级的展览，并获得了很高的荣誉。其中，以陈晓敏、张喜春、蔡云祥、洪民哲、臧春浦、徐东发、张建平、宰令石、孙殿军、杨松堂、陈德武、王功学、王忠寇、李玉林、杨春河、张德发、王洪波、武立臣、葛永荟、张迎春、张景辉、范纯昌、马玉宝、王利武、张国玉、李晓冬等为代表的作品，在省内外乃至国内外享有盛誉，体现了这一时期公主岭市书画、摄影艺术的最高水平。

### 戏剧创作
1985年以来，公主岭市的戏曲，戏剧创作形式主要有二人转、拉场戏、广播剧、吉剧、小品、单出头、秧歌剧等。主要代表人物有陈功范、杨彤俊、盖生、秦恩和、张树曾、李铁人、崔鹏云、李洪才、杨丽娟等。其中陈功范、张树曾、盖生等的作品代表了这一时期的最高成就，许多作品在省级以上评选中获奖。其创作的拉场戏《墙里墙外》、《老男老女》、《大拜年》、二人转《夫妻串门》、话剧小品《小城故事》、《实在亲戚》、讽刺小品《甜哥蜜姐》等作品均在省级以上评选中获奖。1985年，拉场戏《墙里墙外》在吉林省二人转汇演中获创作一等奖，在全省推广，先后有24个艺术表演团体移植演出。1988年，吉林电视台、四平电视台专门为陈功范录制了“新闻人物专题报道”，四平电视台录制了电视报告文学《一个土包子开花的故事》在全省多次播出。1985年，市戏剧创作室张树曾创作的广播剧《杜重远》由吉林人民广播电台录制播出，并获纪念抗日战争胜利40周年剧本奖。1987年3月，其编写《戏曲志》获吉林省文化厅“完成艺术学科国家重点研究项目《中国戏曲志吉林卷》编撰成果二等奖”。1994年创作的电视剧《黄香温席》获上海市委宣传部《东方小故事》编剧奖，获国家“五个一工程”提名奖。1987年盖生创作的广播剧《后娘》在吉林人民广播电台播出。
在戏曲创作上以公主岭市吉剧团的崔鹏云为主要代表人物，先后为二人转《凤仪亭》、拉场戏《墙里墙外》、《初次登门》等作品作曲。

### 影视艺术
公主岭市近年在影视艺术创作方面硕果累累。著名表演艺术家李玉刚陆续出演了电影《天下第二》，电视剧《闯关东》、《关东大先生》、《大源奇事》等一些影视作品。
毕业于北京电影学院的新锐编剧石铭晖、石铭华兄弟陆续参与创作了电影《时光恋人》、《爱·青川》及中法合拍片《一路顺疯》等作品。

### 舞蹈艺术
公主岭市文化馆的付宏宇为这一时期的主要代表人物。主要作品有：《十五的月亮》、《华尔兹》、《探戈》、《马舞》、《过河》、《伞舞》、《世界杯》等。

### 玉米之乡
在省委、省政府统筹推进“三化”，实施“三动”战略中，公主岭市对工业、农业发展科学定位，以黄金玉米为根基，启动“三化三动”新引擎。
2011年9月23日，“中国玉米之乡”命名仪式暨首届中国·公主岭玉米节隆重开幕。

## 体育事业
公主岭市文化体育设施建设时间较早，体育场是1963年修建的，已有40多年历史。整个文体设施已不适应形势和事业发展的需求，也无维修价值。2006年，经过多年策划、专家多方面研究、论证，请示市委、市政府同意，在岭西征地6.3万平方米，以产权置换的形式，文体局建设 “公主岭市文体中心”。第一期工程于2006年7月23日正式开工，主要有体育场和综合楼两个项目。到目前为止，建筑面积为7370平方米的综合楼框架已全部结束，并已封顶；建筑面积为5500平方米的体育场，主体已全部完工，13级钢筋混凝土看台完成工程量的三分之一；建筑面积为600米的主席台，主体已全部完工。两个项目将于2007年9月末竣工，交付使用。第二期工程体育馆也将于2007年上半年开工建设。体育馆已经建成，并达到了国际田联体育馆建设标准，是北京2008年奥运会备用体育馆之一。
公主岭市的体育事业有着悠久的历史和良好的传统。据史料记载，运动会始于1906年。1928年，在开明官绅和体育爱好者的资助下，举办了首届田径运动大会，有200多人参加了比赛。1932年，怀德人徐延年在奉天（今沈阳）创办了一所私立学校，为东北三省培养了一大批体育人才。主要有：段佩芬、蔡希林、于永江、赵日新、齐宝珠。
中华人民共和国成立后，揭开了公主岭体育崭新的一页。从五十年代起，涌现了齐宝珠、石宝珠、刘淑琴、李涵、王秀兰等一大批国手。
20世纪五十年代，公主岭体坛“二珠”在全国闻名遐迩。
六十年代乒乓球国手王秀兰、篮坛名将陈学文。
七十年代田径运动员沈国宪。
八十年代冰球运动员边绍棠、女子柔道运动员时艳春、田径运动员郭茜。
九十年代以来，女子铅球运动员姜萍，田径运动员孟岩。
从1986年起，吉林省每四年举办一次全省运动会，到2002年的第十四届运动会，公主岭市田径代表队连续五届夺得田径项目团体总分第一名，实现了“五连冠”。50年来，公主岭市共为国家队、省队、省以上运动学校和大专院校输送运动员2000余名。其中，任处级以上体育管理干部的达20人之多。到目前，公主岭市已多次被国家体育总局命名为全国“田径之乡”、“全国群众体育先进单位”、“体育先进市”、“全国城市体育先进社区”、“全国业余训练单位”以及吉林省田径人才“基地”等荣誉称号。

## 備註
1. ↑  人大、政协、法院、检察院、市人武部体制仍由长春市相关部门垂直领导或指导